# Oleg Salenko
Oleg Anatoljevič Salenko (rusky Олег Анатольевич Саленко; ukrajinsky Олег Анатолійович Саленко, transkripcí z ukrajinštiny Oleh Anatolijovyč Salenko; * 25. říjen 1969, Leningrad) je bývalý rusko-ukrajinský fotbalista. Reprezentoval ve svém životě tři země: Sovětský svaz (4 zápasy v reprezentaci do 20 let), Ukrajinu (1 start roku 1992) a Rusko, za něž v letech 1993–1994 odehrál 8 utkání, v nichž dal 6 gólů - všechny na mistrovství světa roku 1994 v USA, což z něj udělalo nejlepšího střelce šampionátu (spolu s Christo Stoičkovem). Jeho výkon byl ojedinělým také v tom, že pět branek zaznamenal v jediném zápase, v základní skupině s Kamerunem. Je jediným hráčem historie mistrovství světa, který se stal nejlepším střelcem, i když jeho tým vypadl již v základní skupině.

## Reprezentační góly
Góly Olega Salenka za A-tým Ruska
| Gól | Datum       | Stadion                                     | Soupeř  | Skóre | Výsledek | Soutěž                       |
| --- | ----------- | ------------------------------------------- | ------- | ----- | -------- | ---------------------------- |
| 010 | 24. 6. 1994 | Pontiac Silverdome, Pontiac, USA            | Švédsko | 0:1   | 3:1      | MS 1994 – základní skupina B |
| 02  | 28. 6. 1994 | Stanford Stadium, Stanford, Kalifornie, USA | Kamerun | 1:0   | 6:1      | MS 1994 – základní skupina B |
| 03  | 28. 6. 1994 | Stanford Stadium, Stanford, Kalifornie, USA | Kamerun | 2:0   | 6:1      | MS 1994 – základní skupina B |
| 04  | 28. 6. 1994 | Stanford Stadium, Stanford, Kalifornie, USA | Kamerun | 3:0   | 6:1      | MS 1994 – základní skupina B |
| 05  | 28. 6. 1994 | Stanford Stadium, Stanford, Kalifornie, USA | Kamerun | 4:1   | 6:1      | MS 1994 – základní skupina B |
| 06  | 28. 6. 1994 | Stanford Stadium, Stanford, Kalifornie, USA | Kamerun | 5:1   | 6:1      | MS 1994 – základní skupina B |